# Liste rettungsdienstlicher Abkürzungen
Diese Liste rettungsdienstlicher Abkürzungen enthält Abkürzungen bei den Rettungsdiensten des deutschsprachigen Raums.

## A
ABCDE-Schema
Advanced Trauma Life Support#Konzept
ÄBD
Ärztlicher Bereitschaftsdienst
Abl.
Ableitung im Elektrokardiogramm
ACS
Akutes Koronarsyndrom
AED
Automatisierter externer Defibrillator
ÄLRD
Ärztlicher Leiter Rettungsdienst
ALS
Advanced Life Support
AMPEL
Allergien, Medikamente, Patientengeschichte, Ereignis, Letztes Essen, Trinken, Stuhlgang usw. (strukturierte Patientenübergabe)
ÄND
(Kassen-)Ärztlicher Notdienst
AP
Angina pectoris
AP-RD
Abrufplatz Rettungsdienst (bei Großschadenslagen / Katastrophen)
Apo
Apoplex (Schlaganfall)
ASB
Arbeiter-Samariter-Bund
ATLS
Advanced Trauma Life Support
AZ
Allgemeinzustand (meist schlechter AZ)

## B
BITR
Baby-Intensivtransportwagen
BLS
Basic Life Support
BNAW
Baby-Notarztwagen (auch NAW neonat)
BRK
Bayerisches Rotes Kreuz
Badisches Rotes Kreuz (Die Abkürzung BRK meint in der Regel das „Bayerische Rote Kreuz“, weil das „Bayerische Rote Kreuz“ eine „Körperschaft des öffentlichen Rechts“ ist, während das „Badische Rote Kreuz“ nur ein Landesverband des „Deutschen Roten Kreuz“ ist.)
BZ
Blutzucker
BTW
Behindertentransportkraftwagen
BWS
Brustwirbelsäule

## C
C2-Abusus
Alkoholmissbrauch
C2-Intox
Alkoholvergiftung (C2 für C2H5OH = Ethanol)
CPR
Kardiopulmonale Reanimation (Herz-Lungen-Wiederbelebung)

## D
DD
Differentialdiagnose
DLRG
Deutsche Lebens-Rettungs-Gesellschaft
DRF
Deutsche Rettungsflugwacht
DRK
Deutsches Rotes Kreuz

## E
EKG
Elektrokardiogramm
ELRD
Einsatzleiter Rettungsdienst
Ex
Exitus / Tod

## F
Fx. oder #
Fraktur
FAST
Test zur Erkennung von Schlaganfällen (Face, Arms, Speech, Time)

## G
GCS
Glasgow Coma Scale
GRTW
Großraumrettungswagen
GSL
Großschadenslage
G & K
Großunfall- und Katastrophenhilfsdienst
GW-San
Gerätewagen Sanitätsdienst

## H
HF
Herzfrequenz
HI
Herzinsuffizienz
HiLoPe
hilflose Person
HLW
Herz-Lungen-Wiederbelebung
HNR
Hausnotruf
HR
Handrücken
HWS
Halswirbelsäule

## I
ILS
integrierte Leitstelle
Inf.
Infusion
Intox
Intoxikation
I-RTW
Infekt-Rettungswagen
ITLS
International Trauma Life Support
ITW
Intensivtransportwagen
i.o.
intraossär (In den Knochen)
i.v.
intravenös (In die Vene hinein)

## J
JUH
Johanniter-Unfall-Hilfe

## K
Kats
Katastrophenschutz
KHD
Katastrophenhilfsdienst
KNEF
Kindernotarzteinsatzfahrzeug
KoPlaWu
Kopfplatzwunde
KTW
Krankentransportwagen
KVD
Kassenärztlicher Notfalldienst

## L
LAE
Lungenarterienembolie
LNA / Ltd. NA
Leitender Notarzt
LRD
Leiter Rettungsdienst
LST
Leitstelle
Lux
Luxation

## M
MANE
Massenanfall von Erkrankten
MANV
Massenanfall von Verletzten
MHD
Malteser Hilfsdienst
MI
Myokardinfarkt (siehe Herzinfarkt)
MPG
Medizinproduktegesetz
MTD
Medizinischer Transportdienst
MTF
Medizinische Task Force

## N
NA / NÄ
Notarzt / Notärztin
NACA-Score
“National Advisory Committee for Aeronautics”-Score zur Beurteilung der Schwere von Verletzungen
NAH
Notarzthubschrauber (österreichische Bezeichnung für den Rettungshubschrauber)
NAW
Notarztwagen
NEF
Notarzteinsatzfahrzeug
NFS
Notfallsanitäter (Österreich/Deutschland)
NKA
Notfallkompetenz Arzneimittellehre (für NFS)
NKI
Notfallkompetenz endotracheale Intubation (für NFS)
NKTW (auch NKW)
Notfallkrankenwagen
NKV
Notfallkompetenz venöser Zugang (für NFS)
NNB / nnb
„Nichts näher bekannt“ (Häufige Abkürzung im Einsatzprotokoll bei anfangs unklarer Lage.)
NotSan
Notfallsanitäter (Deutschland)

## O
OrgL
Organisatorischer Leiter Rettungsdienst (oft auch OrgL RD oder Org. Leiter RD)
OPQRST-Schema
Schema zum Konkretisieren von Schmerzen, siehe OPQRST-Schema

## P
Pat.
Patient
Pat. ex.
Patient verstorben (exitus)
PGCS
Pediatric Glasgow Coma Scale
PHTLS
Pre Hospital Trauma Life Support
PSNV
Psychosoziale Notfallversorgung
PsychKG
Maßnahme (meist Zwangseinweisung) nach Psychisch-Kranken-Gesetz
PVK
Peripherer Venenkatheter (= intravenöser Zugang)
PVT
Pulslose ventrikuläre Tachykardie, siehe Kammerflattern

## R
RA
Rettungsassistent (Die Ausbildung zum Rettungsassistenten wurde durch die Ausbildung zum NotSAN ersetzt.)
RD
Rettungsdienst
RDH
Rettungsdiensthelfer
Rea
Reanimation
RettAss
Rettungsassistent
RH
Rettungshelfer
ROSC
Return of spontaneous circulation → ROSC
Rotkreuz (Abk. RK)
Bayerisches Rotes Kreuz, Deutsches Rotes Kreuz
RR
Blutdruck (Abk. für Riva-Rocci, dem Entwickler des Messverfahrens)
RS
Rettungssanitäter
RettSan
Rettungssanitäter
RTH
Rettungshubschrauber
RTW
Rettungswagen

## S
SAMPLE(R)+S
Symptome, Allergien, Medikamente, Patientenvorgeschichte, Letzte Nahrungsaufnahme oder Stuhlgang, Ereignis, Risikofaktoren, und bei weiblichen Patienten Schwangerschaft (Notfallanamnese-Schema)
S.A.U.
Strukturierte apparative Untersuchung (Teil von SAMPLE-Unterpunkt „E“)
SEG
Schnelleinsatzgruppe
SEW
Sanitätseinsatzwagen (vorwiegend oberösterreichische Bezeichnung für den Notfallkrankenwagen)
SMH
Schnelle Medizinische Hilfe (DDR)
SpO2
partielle Sauerstoffsättigung (siehe Pulsoximetrie)
S-RTW
Schwerlast-Rettungswagen
SSL
Stabile Seitenlage
STEMI
ST Elevated Myocardial Infarction (siehe Herzinfarkt)
STOP!
S terile (Minimierung von Ablenkung) T eamkommunkation (strukturierte Kommunikation im Team) für O ptimale (maximale Konzentration auf Maßnahmen) P atienenversorung (Fokus auf Patient und Outcome) ! (Ursache überflüssige Kommunikation)

## T
TAA
Tachyarrhythmia absoluta (siehe Vorhofflimmern)
T.O.B.V.
Transport ohne besondere Vorkommnisse

## V
V. a.
Verdacht auf …
VD
Verdachtsdiagnose
VEL
Vollelektrolytlösung (Infusion)
VF
Kammerflimmern
VHF
Vorhofflimmern
VKU / VU
Verkehrsunfall
VT
Ventrikuläre Tachykardie

## W
WS
Wirbelsäule
WSV
Wundschnellverband

## X
x ABCDE-Schema
Advanced Trauma Life Support

## Z
Z. b.
Zustand bei
ZDF
Zahlen, Daten, Fakten (Erhobenen Werte, Untersuchungsergebnisse, Beurteilung des Patiente -> daraus die richtigen Schlüsse ziehen / Behandlung geben)
ZINA
Zentrale Interdisziplinäre Notaufnahme
Z. n.
Zustand nach
ZNA
Zentrale Notaufnahme